# Deformació craniana artificial

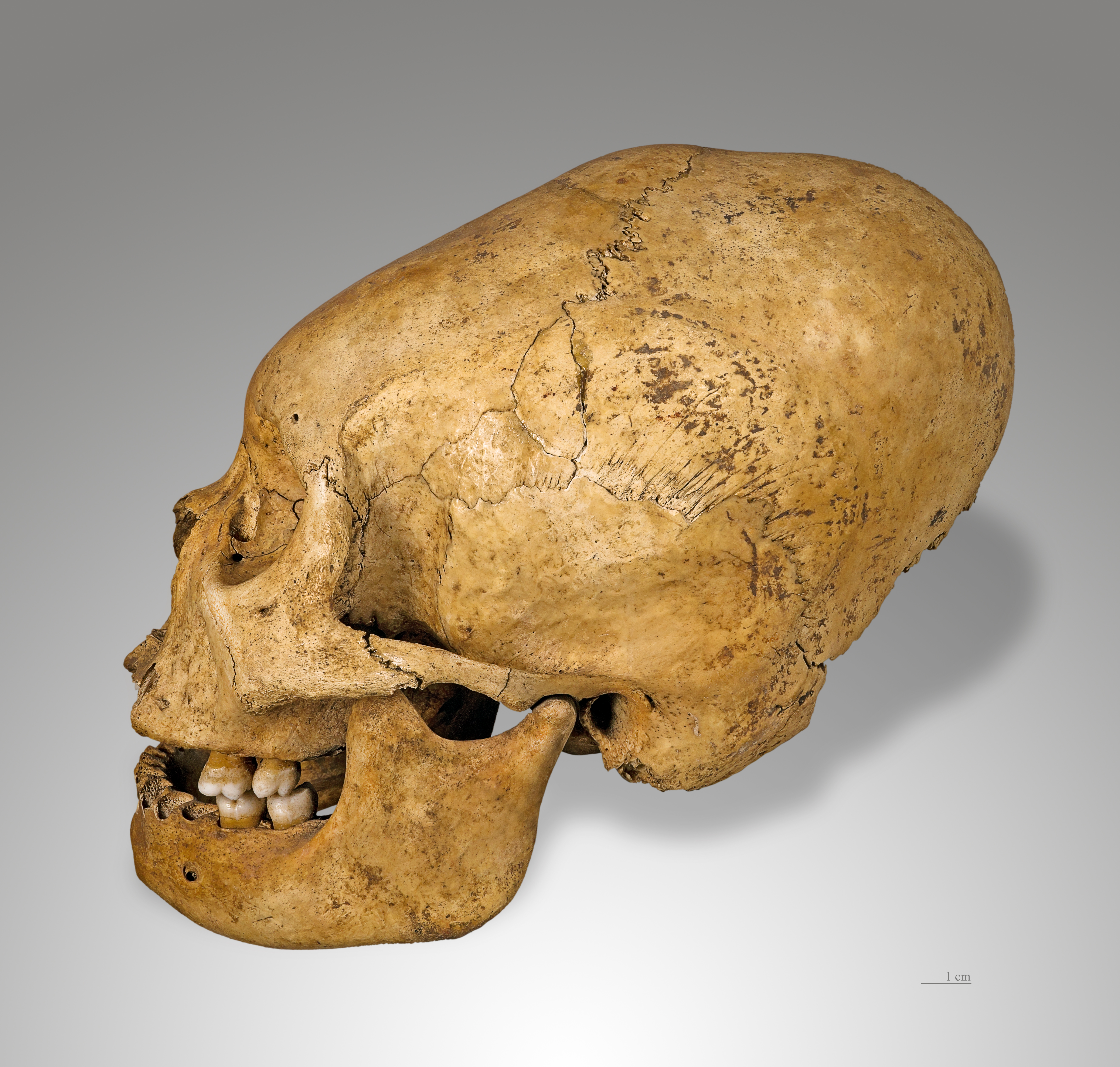
Un crani humà deformat

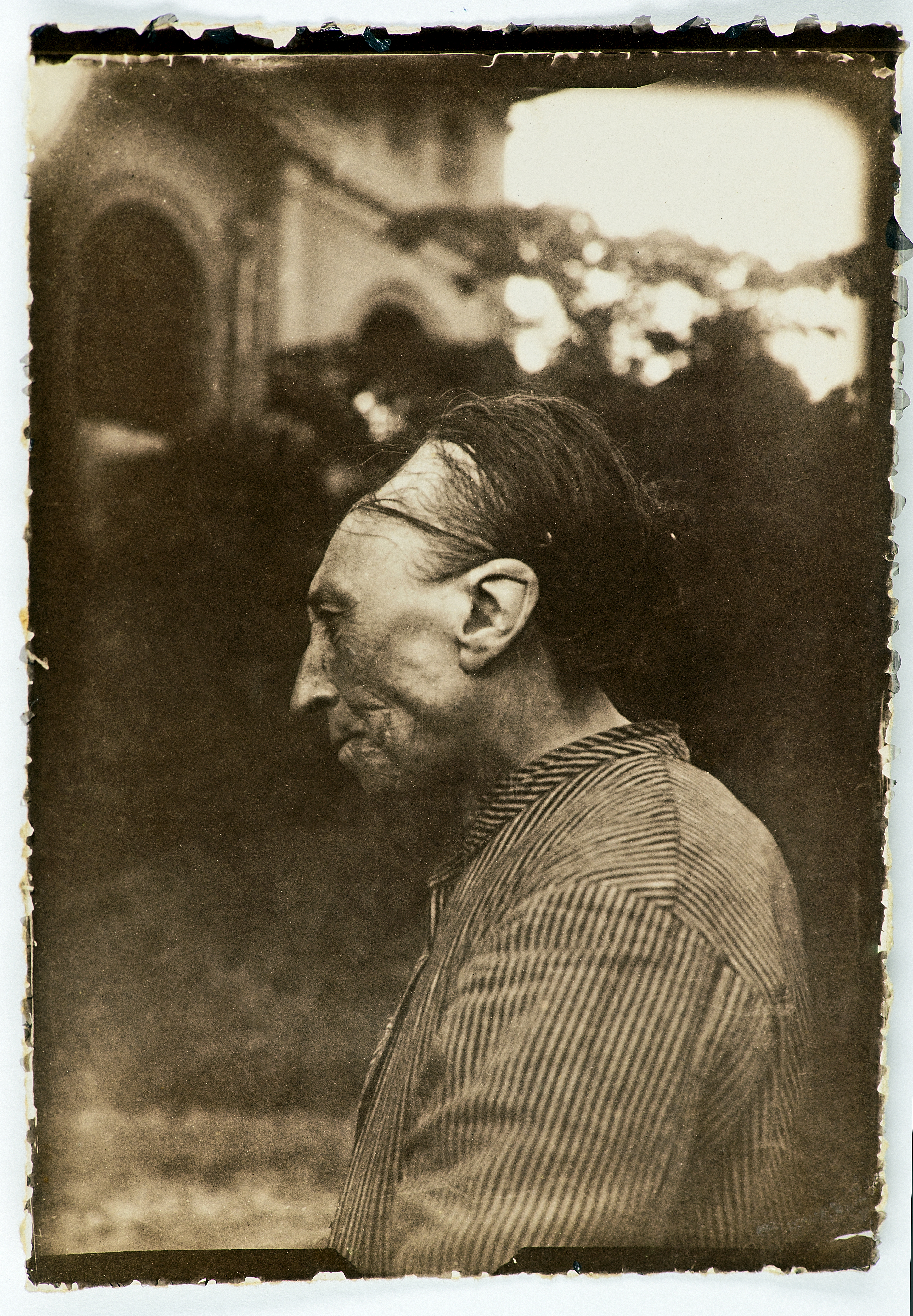
La "deformació de Tolosa".

La deformació craniana artificial, també coneguda com a aplanament del cap consisteix a fer canviar la forma del crani humà de forma definitiva. Això es fa canviant la forma del crani d'un nen quan està creixent i encara és tou, aplicant una força sobre el crani.
Es poden utilitzar per fer-ho formes planes, formes llargues i formes arrodonides. En general es fa en nens petits. Això és perquè el crani és més fàcil de conformar en aquest moment. En general, el motlle que s'utilitza per canviar la forma del crani s'aplica al voltant d'un mes després del naixement del nadó i es manté així durant uns sis mesos.